# Friedrich Ludwig von Witzleben

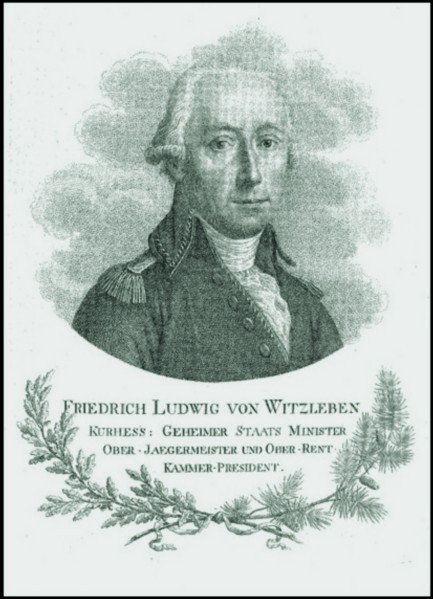
Porträt von Friedrich Ludwig von Witzleben (Stahlstich um 1845)

Friedrich Ludwig von Witzleben (* 9. Mai 1755 in Wohlmirstedt; † 16. März 1830 in Kassel) war ein deutscher Forstmeister, Minister, Staatsrat und Generaldirektor der Domänen, Forste und Gewässer in Hessen und im Königreich Westphalen, Verfasser forstlicher Fachliteratur und Gründer der Forstlehranstalt zu Waldau.

## Herkunft
Friedrich Ludwig von Witzleben entstammt dem thüringischen Uradelsgeschlecht von Witzleben und war der älteste Sohn aus der zweiten Ehe des Gutsbesitzers Friedrich Wilhelm von Witzleben (1714–1791) mit Christiane Amalie Gräfin von der Schulenburg (1732–1781) aus dem Hause Wolfsburg.

## Leben und Wirken

### Ausbildung
Den ersten vorschulischen Unterricht erhielt Friedrich Ludwig im elterlichen Hause durch einen Hauslehrer, zunächst in Langensalza, dann auf einem väterlichen Gut. In seiner Selbstbiographie beschreibt er das Verhalten in diesen Jahren als unstet und dass er sich lieber mit der Kunst der Jagd sowie dem Fisch- und Vogelfang beschäftigt hat, als die lateinische Sprache zu erlernen. Mit 14 Jahren wurde er auf die Stadtschule nach Naumburg geschickt, um dort die „alten Sprachen“ wie Latein zu erlernen. Das „strenge Schulwesen“ weckte bei seinem Vater jedoch eine gewisse Skepsis, woraufhin Friedrich Ludwig nach 1¼ Jahren auf das königlich-preußische Pädagogium in Halle geschickt wurde. Der Schwerpunkt dieser Schuleinrichtung lag auf den naturwissenschaftlichen Fächern. Hier konnte er sich auch Latein aneignen.
Im Jahre 1774 immatrikulierte sich Friedrich Ludwig an der Universität Jena, um dort Rechtswissenschaft zu studieren. Nach eigenen Angaben war das Studium in den ersten zwei Semestern eher von „Müßiggang“ und Beschäftigung mit Schöngeisterei geprägt. Im dritten Semester allerdings fand Friedrich Ludwig den „Eifer“ zum Studieren und beschäftigte sich nebenbei mit der Kameralwissenschaft und Baukunde. 1776 wurde er mit der juristischen Dissertation De portione statutaria in legitimam computanda zum Dr. iur. promoviert und schloss 1778 sein Studium ab. Nach dem Studium ersuchte er Anstellung bei verschiedenen sächsischen Höfen, welches ihm aber nicht gelang.

### In nassauischen Diensten
Anfang 1779 begab er sich auf Empfehlung von Verwandten nach Dillenburg und bewarb sich beim in Den Haag befindlichen Prinzen von Oranien-Nassau. Im Dezember 1779 kam der Bescheid, dass er als Forstmeister Anstellung finden und nach dienstlichem Ausscheiden des jetzigen Chefs, dem Oberjägermeister v. Röder befördert wird. Grundvoraussetzung dafür war aber eine einjährige praktische forstliche Ausbildung in Karlsruhe und im Harz. Diese Ausbildung bezeichnet er in seiner Selbstbiographie in Bezug auf forstliche Belange als „wenig lehrreich“, jedoch fand er dafür Gelegenheit, sich mit der Verwaltung des Berg- und Hüttenwesen vertraut zu machen.
Ende 1780 kehrte er nach Dillenburg zurück, um bald darauf seine Reise an den Hof seiner zukünftigen Landesfürsten nach Den Haag anzutreten. Er wurde in den Bereich „Kammer- und Bergcommission“ versetzt, jedoch erst auf Probe und ohne bindende Befugnisse und Gehalt.
Aufgrund seiner guten Leistungen in der Verwaltung erfolgte am 1. September 1782 die Beförderung zum Forstmeister. Kurze Zeit darauf erhielt er – neben seinen allgemeinen Dienstgeschäften – noch die Verwaltung der Forste des mit Oranien-Nassau vereinigten Teilfürstentums Nassau-Siegen. 1785 erfolgte seine Beförderung zum Oberforstmeister, und – nach dem Tod seines Vorgängers des Oberjägermeisters v. Röder – erhielt er 1795 dessen Posten und zugleich das Präsidium der Bergkommission.

### Wechsel nach Hessen
Nach der Besetzung des nassauischen Fürstentums durch die Franzosen ging Witzleben 1796 in die Landgrafschaft Hessen-Kassel. 1806 wurde Hessen-Kassel von Napoleon erobert. Friedrich Ludwig von Witzleben wurde im Zuge der Verwaltungsreform und der Errichtung des Königreichs Westphalens mit der Hauptstadt Kassel im Jahr 1807 auf seinem Posten belassen, da die Franzosen gerade für die forstlichen Dienststellen die einheimischen Beamten als am besten geeignet ansahen. Unter der französischen Verwaltung wurde er zum Staatsrat und zum Generaldirektor der Domänen, Forste und Gewässer befördert. Von der Domänendirection wurde er, auf seinen Wunsch, bald darauf wieder entbunden. Die Aufsicht über die Generaldirektion der Forste behielt er aber bis zum Ende der französischen Besatzung bis 1814 bei.
Nach der Besatzungszeit wurde Friedrich Ludwig von Witzleben im wiedererrichteten Kurfürstentum Hessen in seinem früheren Posten als Oberjägermeister und Chef des Forstwesens wieder eingesetzt und er wurde zum Geheimen Staatsminister ernannt. Von 1821 bis 1826 war er kurhessischer Finanzminister. Von 1823 bis 1830 leitete er das Gesamtstaatsministerium.
Der forstliche Schwerpunkt lag nun in der Förderung der Ausbildung von jungen Forstanwärtern. Dies manifestierte sich besonders im Jahre 1798 durch Gründung der Forstlehranstalt zu Waldau, welche aber infolge der Kriegswirren von 1815 wieder geschlossen wurde.

## Ehrungen
- 1814 wurde ihm das Großkreuz des Kurhessischen Hausordens verliehen.
- 1817 verlieh ihm die Philipps-Universität Marburg den Dr. phil. h. c. anlässlich der Feierlichkeiten zum 300-jährigen Reformationsfest.

## Familie
Er heiratete in Dillenburg am 31. Dezember 1782 Sophie Margarete Luise Freiin von Preuschen von und zu Liebenstein (1761–1863). Aus dieser Ehe gingen die folgenden fünf Kinder hervor:
- Annette (1783–1857), seit 1808 verheiratet mit Anton von Hardenberg, jüngerer Bruder von Novalis
- Ernestine (1784–1863), seit 1804 verheiratet mit Karl Hartwig Gregor von Meusebach († 1847)
- Caroline (1787–1860), seit 1820 verheiratet mit Georg Hartmann von Witzleben (1766–1841)
- Friedrich (1790–1858), Herr auf Weidelshof, hessischer Oberforstmeister, verheiratet mit Charlotte von Baumbach (1788–1847)
- Karl (1794–1825), Kammerherr und Obergerichtsrat, verheiratet mit Sophie Freiin Schenk zu Schweinsberg (1796–1873)

Witzleben wurde auf dem alten Casseler Friedhof neben der Lutherkirche beerdigt. Im Kaufunger Wald oberhalb von der Krankenanstalt Oberkaufungen befinden sich noch heute ein Gedenkstein, der bereits 1818 zum 63. Geburtstag von Witzlebens von seinem Mitarbeiter, Johann Caspar Harnickell, dort errichtet wurde. Nicht weit davon entfernt weist eine Infotafel auf sein Wirken und seine Verdienste rund um die Forstwirtschaft hin.

## Persönlichkeit und Mitgliedschaften

Grabstein von Friedrich Ludwig von Witzleben auf dem alten Kasseler Friedhof neben der Lutherkirche

Die Selbstbiographie charakterisiert Witzleben als einen heiteren und lebensfrohen Menschen mit einer persönlichen Neigung zur Natur.
Er wurde im Laufe seines Lebens Mitglied zahlreicher gelehrter Gesellschaften:
- Gesellschaft Naturforschender Freunde zu Berlin (seit 1796)[2]
- Bund der Freimaurer (seit 1778)
- Lateinische Gesellschaft zu Jena
- Sozietät der Forst- und Jagdkunde zu Waltershausen
- Wetterauische Gesellschaft für die gesamte Naturkunde (seit 1808)
- Marburger Gesellschaft (seit 1817)

## Schriften
- Die Direction des Forstwesens setzt staatswissenschaftliche Kenntnisse und gehörige Landeskunde voraus; aus der Siegen'schen Köhlerei-Verfassung erläutert. In: Moser'sches Forstarchiv, Band 7, 1791.
- Ueber die rechte Behandlung der Rothbuchen-Hoch- oder Saamen-Waldung, vorzüglich über die Bewirthschaftung pfleglich erzogner, gut und geschlossen stehender, vormals bereits regelmäßig behandelter Buchwaldungen, 1795, 2. Auflage, 1805.
- Ueber Baumschulen und Pflanzungen, 1796.
- Beiträge zur Holzcultur, 1797, 2. Auflage 1800.
- Abhandlung über einige noch nicht genug erkannte und beherzigte Ursachen des Holzmangels, Herausgegeben von Christian Peter Laurop, Herrmann, Frankfurt am Main 1800.
- Außerdem verfasste er Aufsätze, die schwerpunktmäßig das praktische Forstwesen betreffen. Diese wurden in den Jahrgängen 1794–1806 des Taschenbuchs für Forst- und Jagdfreunde von Ludwig von Wildungen abgedruckt.